# Padroense FC
Der Padroense FC ist ein Sportverein aus dem Stadtteil Padrão da Légua der portugiesischen Stadt Senhora da Hora (Distrikt Porto). Er ist besonders für seine Fußballabteilungen der Männer und der Frauen bekannt, aber auch für seine Damen- und Herren-Handballteams. Daneben ist der Verein noch in den Bereichen Fitness und Ausbildung aktiv. Der Verein wurde mehrfach vom portugiesischen Fußballverband FPF für seine Verdienste in der Ausbildung ausgezeichnet.

## Geschichte
Der Klub wurde am 10. Januar 1922 gegründet. Größter sportlicher Erfolg der Vereinsgeschichte war 2011 die Meisterschaft der Herren in der II Divisão – Zona Centro, die damalige dritte Liga, in der sich der Verein bis zu seinem Abstieg 2013 hielt.
Der heutige Schiedsrichter Rui Licínio spielte hier bis zu seinem 25. Lebensjahr Fußball.

## Stadion
Seine Heimspiele trägt der Klub im vereinseigenen Estádio do Padroense FC aus. Das heutige Stadion mit Tribüne und Kunstrasenplatz wurde 2004 eröffnet, nach dem Aufstieg des Klubs in die 3. Liga. Es fasst 5000 Zuschauer und wird seither häufiger für Jugend-Nationalspiele und von Spitzenmannschaften im Trainingslager oder für Gastspiele genutzt, darunter Nationalmannschaften (Brasilien, Deutschland, Portugal u. a.) und Vereine (u. a. Juventus Turin, Borussia Dortmund, Lazio Rom, Spartak Moskau, Bayern München, Celtic Glasgow).